# Nisha Ayub
Nisha Ayub (Malaca, Malàisia, 5 d'abril de 1979) és una activista malàisia pels drets de les persones transgènere.

## Biografia
Nascuda a Malaca, es va identificar en el gènere femení de molt jove i va prendre consciència que volia seguir-ho sent quan tenia nou anys. La seva família va intentar corregir el seu comportament.
Transgènere a edat adulta, es va convertir en treballadora sexual per tal de satisfer tant les seves necessitats com les de la seva família. L'any 2000, la policia religiosa la va aturar perquè anava vestida com una dona, i un tribunal de la xària la va condemnar a tres mesos de presó perquè es convertís en un «veritable home musulmà». A la presó, va ser víctima d'assetjament i d'agressions sexuals. Va intentar suïcidar-se a la presó, així com després de sortir-ne.
L'any 2007, va començar a fer prevenció contra la SIDA a Kuala Lumpur, abans de consagrar-se en la defensa dels drets dels transgènere. L'any 2014 va crear la fundació SEED per a l'ajuda dels transgènere i de les persones marginalitzades. A més, l'any 2010 va crear l'associació Justice for Sisters, que lluitava contra una llei que prohibia els homes vestir-se com dones. Un informe de l'Alt Tribunal de justícia de 2014 titllaria aquesta llei de «discriminatòria i inconstitucional» així com «inhumana».
Va declarar:
| «            | Em podeu tallar els cabells, em podeu despullar, em podeu privar de la meva dignitat, i fins i tot matar-me. Però no el que no podreu fer mai és treure'm la identitat de persona transgènere. | » |
| — Nisha Ayub | |   |

Ayub porta uns cursos de formació sobre l'orientació sexual i els crims d'odi en grups governamentals, empreses i en la societat civil. Ha rebut amenaces de mort i patit agressions al carrer.
L'any 2016, va rebre el Premi Internacional Dona Coratge, que va acceptar «en nom de totes les dones transgènere». John Kerry va retre un homenatge al seu activisme en entregar-li el premi. Nisha Ayub és la primera persona transgènere que ha rebut aquest premi.

## Distincions
- Asia LGBT Milestone Awards (ALMA) 2015: heroïna de l'any[9]
- Premi Alison Des Forges de la militància concedit per la Human Rights Watch 2015[10]
- Premi Internacional Dona Coratge 2016[11]